# Taylor (Wyoming)
Taylor es un lugar designado por el censo del condado de Lincoln, Wyoming, Estados Unidos. Según el censo de 2020, tiene una población de 104 habitantes.
En los Estados Unidos, un lugar designado por el censo (traducción literal de la frase en inglés census-designated place, CDP) es una concentración de población identificada por la Oficina del Censo exclusivamente para fines estadísticos.

## Geografía
Está ubicado en las coordenadas 42°04′09″N 110°59′11″O / 42.06917, -110.98639 (42.069202, -110.986308). Según la Oficina del Censo, tiene una superficie de 7.7 km², correspondientes en su totalidad a tierra firme.

## Demografía
Según la estimación 2019-2023 de la Oficina del Censo, los ingresos medios de los hogares y de las familias son de $108,158. Alrededor del 7.9% de la población está por debajo de la línea de pobreza nacional.